# 231278 Kárpáti
231278 Kárpáti è un asteroide della fascia principale. Scoperto nel 2006, presenta un'orbita caratterizzata da un semiasse maggiore pari a 2,7076670 UA e da un'eccentricità di 0,1703483, inclinata di 11,65658° rispetto all'eclittica.